# Spoorlijn 98B
Spoorlijn 98B was een korte spoorlijn in België, die Flénu-Produits met Jemappes verbond. De lijn was 3,4 km lang.

## Geschiedenis
Spoorlijn 98B is aangelegd in 1836 en is alleen gebruikt voor goederenvervoer. De lijn is buiten dienst gesteld in 1948 en opgebroken in 1949 en heeft ook nog het nummer 98D gehad.  Op de bedding ligt tegenwoordig de N545.

## Aansluitingen
In de volgende plaatsen was er een aansluiting op de volgende spoorlijnen:
Flénu-Produits
Spoorlijn 98 tussen Bergen en Quiévrain
Spoorlijn 102 tussen Saint-Ghislain en Frameries
Jemappes
Spoorlijn 97 tussen Bergen en Quiévrain
Spoorlijn 243 tussen Quaregnon en Rivage de Jemappes